# In the Palace of the King (film)
 For alternative betydninger, se In the Palace of the King. (Se også artikler, som begynder med In the Palace of the King)
In the Palace of the King er en amerikansk stumfilm fra 1923 af Emmett J. Flynn.

## Medvirkende
- Blanche Sweet som Dolores Mendoza
- Edmund Lowe som Don John
- Hobart Bosworth som Mendoza
- Pauline Starke som Inez Mendoza
- Sam De Grasse som Philip II
- William V. Mong som Perez